# Suore orsoline del Sacro Cuore
Le Suore Orsoline del Sacro Cuore (in inglese Ursuline Nuns of the Sacred Heart of Toledo; sigla O.S.U.) sono un istituto religioso femminile di diritto pontificio.

## Storia
Le origini della congregazione risalgono alla casa aperta nel 1854 a Toledo dalle orsoline di Cleveland: il convento ebbe un rapido sviluppo e nel 1873 ottenne dallo Stato i privilegi di un college. La comunità di Toledo elegge una propria superiora generale e si rese autonoma da Cleveland nel 1874 e nel 1884 le suore iniziarono l'attività missionaria tra le popolazioni native.
L'istituto contiò a essere retto secondo il regime monastico fino al 15 gennaio 1948, quando adottò una forma di governo centralizato sul tipo delle congregazioni religiose.

## Attività e diffusione
Le suore si dedicano all'educazione della gioventù.
La sede generalizia è a Toledo, in Ohio.
Alla fine del 2015 l'istituto contava 36 religiose in 21 case.